# Romeyn de Hooghe

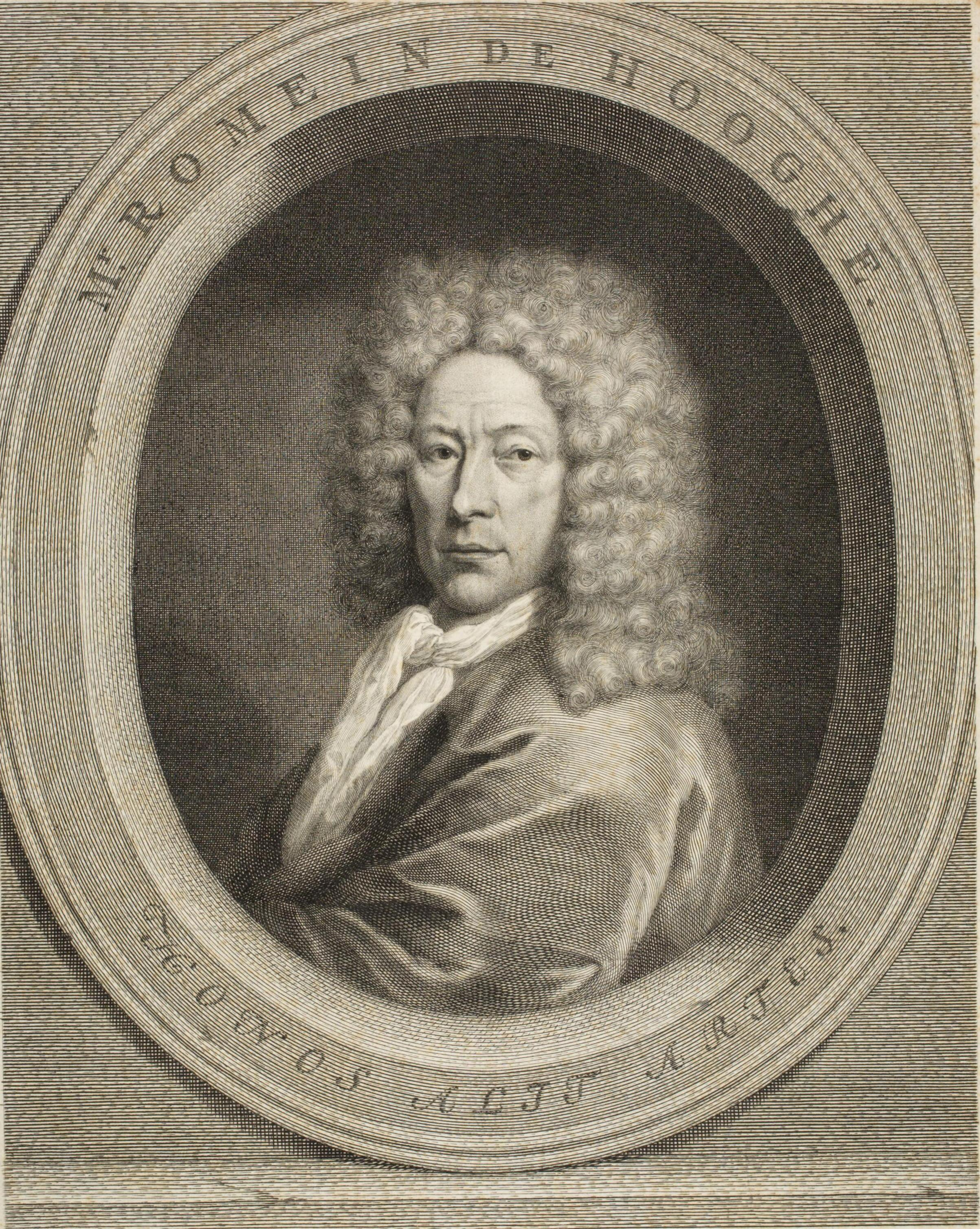
Romeyn de Hooghe

Romeyn de Hooghe (* 10. September 1645 in Amsterdam; † 15. Juni 1708 in Haarlem) war ein niederländischer Kupferstecher des Barock. Besonders bekannt wurde er durch seine Karikaturen von Louis XIV.

## Werdegang
De Hooghe war der Neffe von Pieter de Hooch. 1668 ging er nach Paris, wo er mit der französischen Kunst in Berührung kam, deren Einfluss sich in seinem gesamten Werk zeigt. 1673 heiratete er in Amsterdam Maria Lansman aus Edam. Für seine grafischen Darstellungen der Schlachten von Chotyn und Terebowlja wurde er 1675 vom polnischen König Johann III. Sobieski geadelt. 1687 erbte er das Haus seines Onkels Pieter de Hooch und war seitdem in Haarlem ansässig.
De Hooghe war ein äußerst produktiver und vielseitiger Künstler und arbeitete als Zeichner, Radierer, Maler, Bildhauer und Medailleur. Während seiner künstlerischen Laufbahn schuf er mehr als 3500 Druckvorlagen. Seine Buchillustrationen begleiteten einige der wichtigsten zu seiner Zeit verlegten Schriften.

## Werke

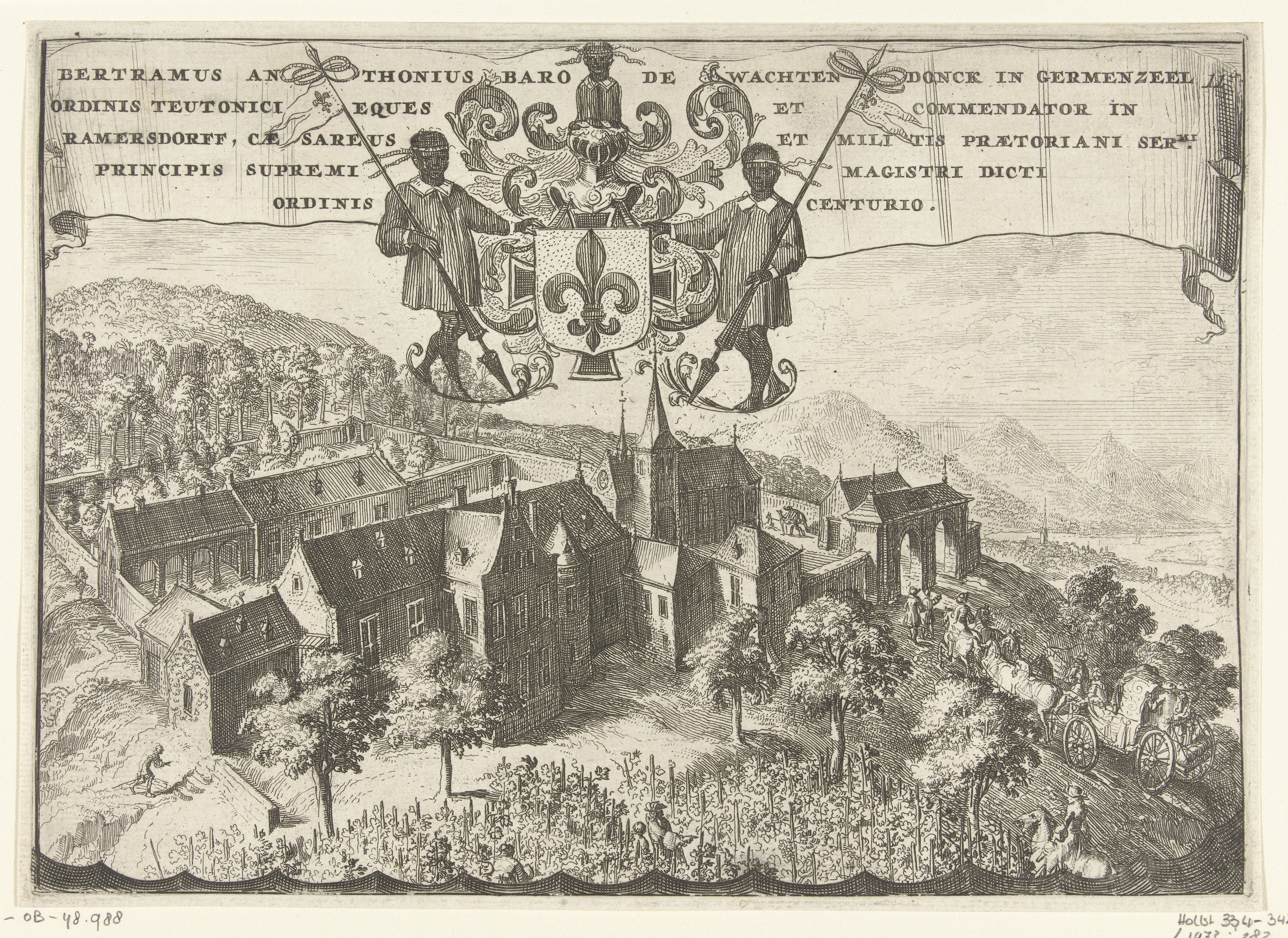
Kommende Ramersdorf um 1700
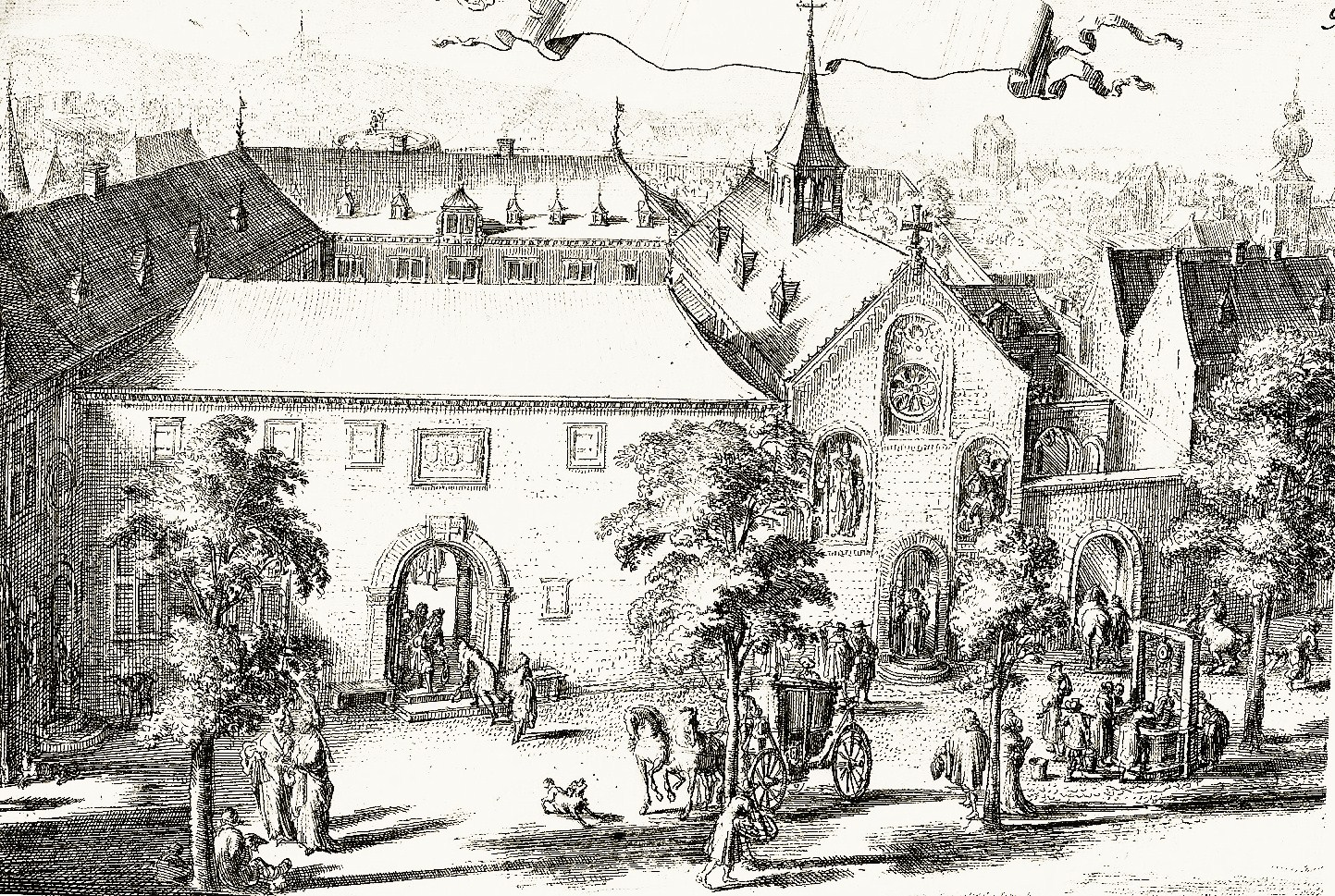
Deutschordenskommende St. Aegidius um 1700
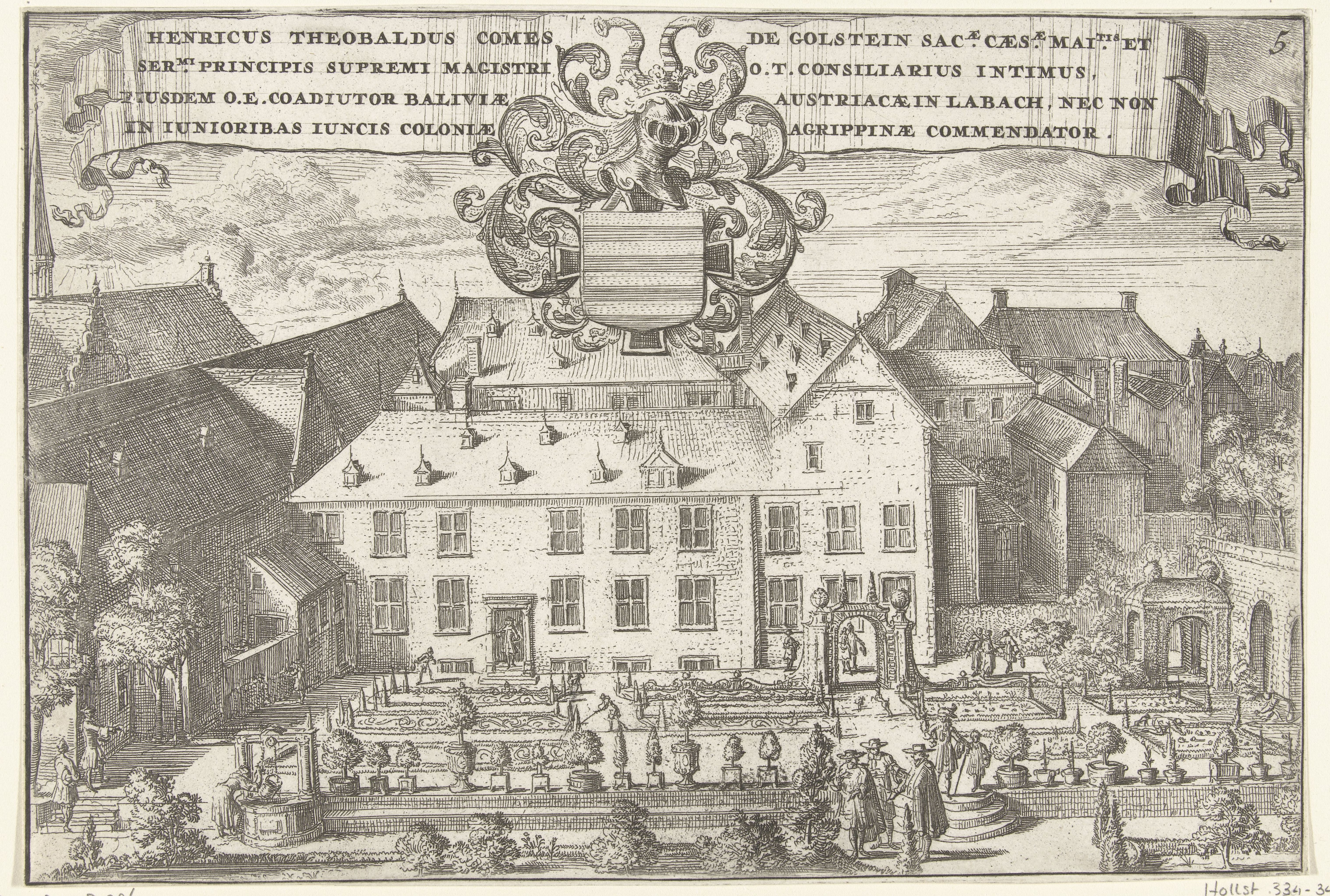
Kommende Jungen-Biesen, Köln, um 1700
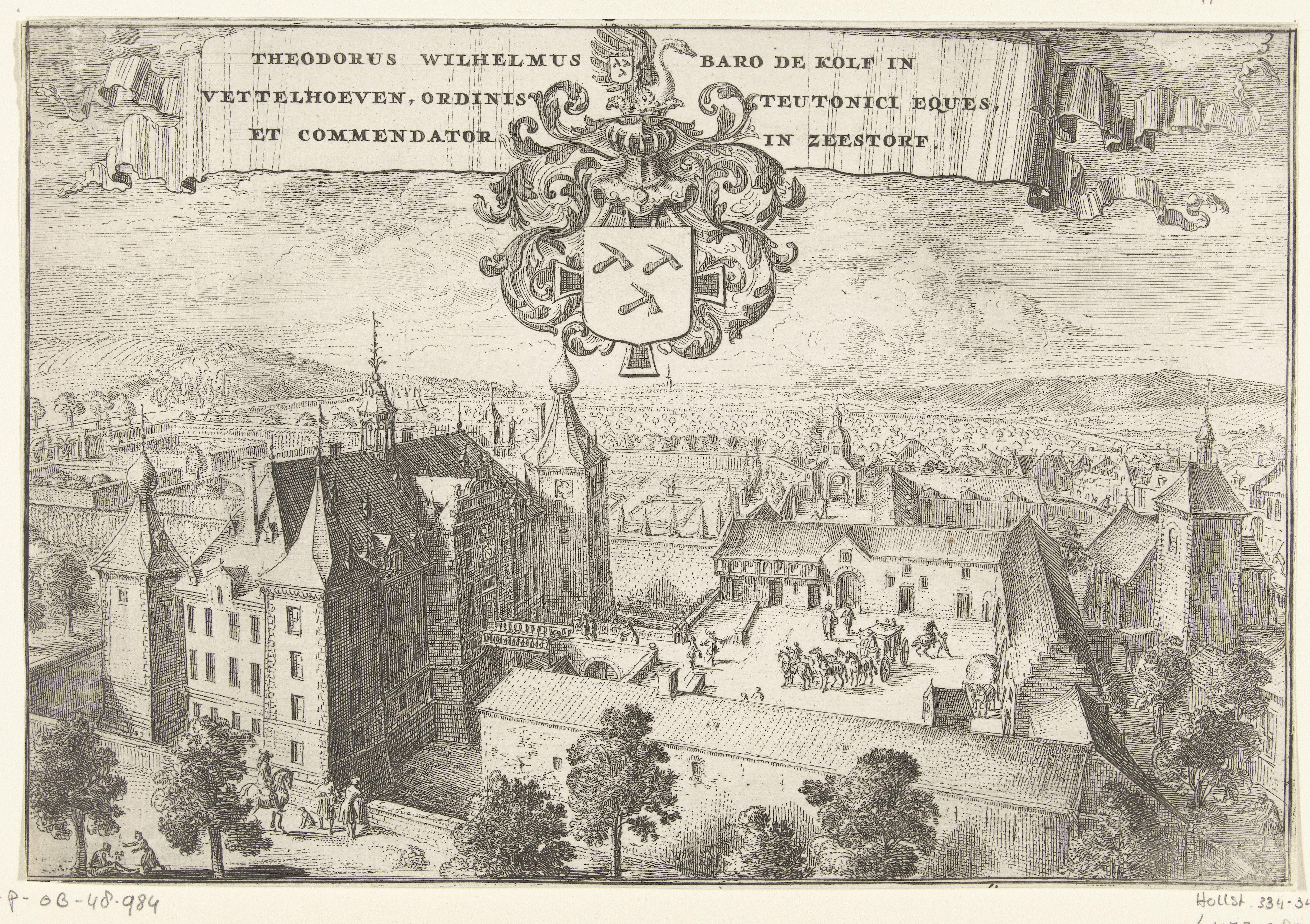
Deutschordenskommende Siersdorf um 1700